# Смертельный жар на карусели
«Смертельный жар на карусели» (англ. Dead Heat on a Merry-Go-Round) — американский комедийный фильм 1966 года режиссёра Бернара Жирара. В главных ролях — Джеймс Коберн и Камилла Спарв. Фильм вышел в прокат 12 октября 1966 года.
Комедийная криминальная драма, рассказывающая об ограблении аэропорта.

## Сюжет
Эли Котч (Джеймс Коберн) в тюрьме закручивает роман с женщиной — тюремным психологом, что позволяет ему быстро получить условно-досрочное освобождение. Он планирует ограбление банка в международном аэропорту Лос-Анджелеса. Дата ограбления совпадает с прибытием советского премьера, когда обеспечение безопасности отвлечёт на себя внимание всех сил закона. Эли очаровывает горничных, секретарш и вдов, чтобы получить необходимые деньги для покупки планов, необходимых для ограбления банка. А по пути ещё и женится на блондинке-секретарше.

## В ролях
- Джеймс Коберн — Эли Коч
- Камилла Спарв — Ингер Кнудсон
- Альдо Рэй — Эдди Харт
- Нина Уэйн — Фрида Шмид
- Роберт Уэббер — Мило Стюарт
- Роуз Мари — Маргарет Кирби
- Тодд Армстронг — Альфред Морган
- Мариан McCargo — доктор Марион Гааге
- Майкл Стронг — Пол Фенг
- Северн Дарден — Майлз Фишер
- Джеймс Westerfield — Джек Балтер
- Филипп Пайн — Джордж Логан
- Саймон Скотт — Уильям Андерсон
- Уильям Фиппс — Клейнер (в титрах не указан)
- Харрисон Форд — посыльный (в титрах не указан)

В этом фильме впервые играл Харрисон Форд. Он снялся в маленьком эпизоде, в котором играл посыльного и получил за эту роль 150 долларов. В титрах не указан.

## Награды
В 1967 году актриса Камилла Спарв за роль в фильме «Смертельный жар на карусели» была награждена премией Золотой глобус в номинации «Самый многообещающий новичок среди актрис».